# Guðmundur Arnar Guðmundsson
Guðmundur Arnar Guðmundsson (Reykjavík, 25 de febrer 1982) és un director de cinema, productor i guionista islandès.

## Vida i obra
Va créixer a Reykjavík i Þórshöfn. Primer va assistir a l'Escola Secundària Ármúli de Reykjavík, després al col·legi tècnic Tækniskóli Íslands. Després va estudiar art del 2003 al 2006 a l'Acadèmia d'Art d'Islàndia, amb un semestre a l'estranger el 2005 a la Universitat de les Arts de Berlín. Després va anar a Dinamarca a fer un grau en guió. Del 2005 al 2014 va realitzar diversos curtmetratges, entre ells Hvalfjörður, que va rebre premis al Festival Internacional de Cinema de Varsòvia, al Festival Internacional de Cinema de Canes i al Festival de Cinema de Reykjavík, entre d'altres. El 2016 va estrenar el seu llargmetratge de debut Hjartasteinn, que es va estrenar al 73a Mostra Internacional de Cinema de Venècia, on va rebre el Lleó Queer. Va aparèixer com a productor de la pel·lícula del 2019 Hvítur, hvítur dagur, dirigida per Hlynur Pálmason.

## Filmografia (selecció)

### Com a director i guionista
- 2005: Þröng sýn
- 2009: Jeffrey & Beth
- 2013: Hvalfjörður
- 2016: Hjartasteinn
- 2022: Berdreymi

### Com a productor
- 2005: Þröng sýn
- 2009: Jeffrey & Beth
- 2013: Hvalfjörður
- 2015: The Mad Half Hour
- 2016: Hjartasteinn
- 2019: Hvítur, hvítur dagur